# Campionato mondiale di beach soccer 2005
La FIFA Beach Soccer World Cup 2005 è stata la prima edizione del campionato mondiale di beach soccer organizzata dalla FIFA, la quale succede alle edizioni ufficiose organizzate dalla BSWW.
Il torneo si è interamente svolto a Copacabana (Brasile) dall'8 al 15 maggio 2005 e si è concluso con la vittoria della Francia ai calci di rigore contro il Portogallo.

## Qualificazioni
Alla fase finale della competizione hanno preso parte dodici squadre: oltre al Brasile (paese ospitante) sono presenti Argentina, Australia, Francia, Giappone, Portogallo, Spagna, Stati Uniti, Sudafrica, Thailandia, Ucraina e Uruguay.
Per ciò che concerne la federazione UEFA, è stato stabilito che l'Euro Beach Soccer League del 2004 fungesse da torneo di qualificazione al mondiale decretando i quattro posti destinati alle nazionali europee. Le prime tre classificate (Francia, Portogallo e Ucraina) hanno ottenuto l'accesso diretto, mentre le selezioni piazzatesi dal quarto al settimo posto (Italia, Spagna, Svizzera ed Austria) si sono confrontate in un turno di spareggio, il quale ha visto prevalere proprio la Spagna.
Le nazionali appartenenti alle confederazioni CONMEBOL e CONCACAF avevano composto insieme un unico torneo di qualificazione, nel quale hanno prevalso Brasile, Uruguay, Stati Uniti e Argentina.
Le restanti confederazioni (AFC, CAF, OFC) non hanno organizzato qualificazioni, per cui Australia, Giappone, Sudafrica e Thailandia sono presenti su invito.
| Confederazione | Zona                                           | Iscritte alle qualificazioni | Posti |
| -------------- | ---------------------------------------------- | ---------------------------- | ----- |
| AFC            | Asia                                           | /                            | 2     |
| CAF            | Africa                                         | /                            | 1     |
| CONCACAF       | America del nord, America del centro e Caraibi | 3                            | 4     |
| CONMEBOL       | America del sud                                | 5                            | 4     |
| OFC            | Oceania                                        | /                            | 1     |
| UEFA           | Europa                                         | 18                           | 4     |

## Infrastrutture

### Stadio
| Copacabana Beach Soccer Arena |
| 22°58′S 43°10′W               |
| Capienza: 10,000              |
|                               |

## Squadre partecipanti
| Pr. | Squadra     | Confederazione | Partecipazioni precedenti al torneo | Ultima presenza |
| --- | ----------- | -------------- | ----------------------------------- | --------------- |
| 1   | Argentina   | CONMEBOL       | -                                   | Esordiente      |
| 2   | Australia   | OFC            | -                                   | Esordiente      |
| 3   | Brasile     | CONMEBOL       | -                                   | Esordiente      |
| 4   | Francia     | UEFA           | -                                   | Esordiente      |
| 5   | Giappone    | AFC            | -                                   | Esordiente      |
| 6   | Portogallo  | UEFA           | -                                   | Esordiente      |
| 7   | Spagna      | UEFA           | -                                   | Esordiente      |
| 8   | Stati Uniti | CONCACAF       | -                                   | Esordiente      |
| 9   | Sudafrica   | CAF            | -                                   | Esordiente      |
| 10  | Thailandia  | AFC            | -                                   | Esordiente      |
| 11  | Ucraina     | UEFA           | -                                   | Esordiente      |
| 12  | Uruguay     | CONMEBOL       | -                                   | Esordiente      |

Nota bene: nella sezione "partecipazioni precedenti al torneo", le date in grassetto indicano che la nazione ha vinto quella edizione del torneo, mentre le date in corsivo indicano la nazione ospitante.

## Arbitri
| Confederazione | Arbitri                    | Nazione    |
| -------------- | -------------------------- | ---------- |
| CONMEBOL       | Marcelo Bispo              | Brasile    |
| CONMEBOL       | Antonio Buaiz              | Brasile    |
| CONMEBOL       | Alberto Moreira            | Brasile    |
| CONMEBOL       | Carlos Manuel Robles       | Cile       |
| CONMEBOL       | Pedro Infantes             | Venezuela  |
| CONMEBOL       | Jose Luis Da Rosa          | Uruguay    |
| UEFA           | Joao Almeida               | Portogallo |
| UEFA           | Joao Martins Pinto Correia | Portogallo |
| UEFA           | Lakhdar Benchabane         | Francia    |
| UEFA           | Christian Hauben           | Belgio     |

## Risultati

### Fase a gironi

#### Girone A

##### Classifica
| Squadra    | P.ti | G | V | V+ | P | GF | GS | DR  |
| ---------- | ---- | - | - | -- | - | -- | -- | --- |
| Brasile    | 6    | 2 | 2 | 0  | 0 | 13 | 3  | +10 |
| Spagna     | 3    | 2 | 1 | 0  | 1 | 5  | 5  | 0   |
| Thailandia | 0    | 2 | 0 | 0  | 2 | 3  | 13 | -10 |

##### Risultati
| Arbitro: | Carlos Manuel Robles |

|                                                                                      |           |                            |
| Junior Negão 2’ Neném 10’ 16’ 20’ Bruno 11’ 32’ Betinho 13’ Benjamin 25’ Juninho 31’ | Marcatori | 26’ Khongkaew 31’ Langkaew |

| Arbitro: | Pedro Infantes |

|                            |           |            |
| Amarelle 16’ 28’ David 32’ | Marcatori | 28’ Polsak |

| Arbitro: | Jose Luis Da Rosa |

|                                                   |           |             |
| Benjamin 4’ Junior Negão 5’ Neném 15’ Juninho 34’ | Marcatori | 2’ Amarelle |

#### Girone B

##### Classifica
| Squadra     | P.ti | G | V | V+ | P | GF | GS | DR  |
| ----------- | ---- | - | - | -- | - | -- | -- | --- |
| Portogallo  | 6    | 2 | 2 | 0  | 0 | 13 | 3  | +10 |
| Giappone    | 3    | 2 | 1 | 0  | 1 | 3  | 6  | -3  |
| Stati Uniti | 0    | 2 | 0 | 0  | 2 | 5  | 12 | -7  |

##### Risultati
| Arbitro: | Antonio Buaiz |

|                            |           |  |
| Alan 9’ 19’ Madjer 13’ 31’ | Marcatori |  |

| Arbitro: | Carlos Manuel Robles |

|                      |           |                                  |
| Astorga 1’ Testa 19’ | Marcatori | 14’ Kuroki 17’ Toma 29’ Nakamura |

| Arbitro: | Carlos Manuel Robles |

|                                                                              |           |                                     |
| Hernani 3’ Alan 6’ 18’ Madjer 10’ 22’ 29’ Jonas 10’ Belchior 20’ Marinho 30’ | Marcatori | 24’ Braga 30’ Astorga 33’ Farberoff |

#### Girone C

##### Classifica
| Squadra   | P.ti | G | V | V+ | P | GF | GS | DR  |
| --------- | ---- | - | - | -- | - | -- | -- | --- |
| Uruguay   | 6    | 2 | 2 | 0  | 0 | 12 | 7  | +5  |
| Ucraina   | 3    | 2 | 1 | 0  | 1 | 12 | 6  | +6  |
| Sudafrica | 0    | 2 | 0 | 0  | 2 | 4  | 15 | -11 |

##### Risultati
| Arbitro: | Antonio Buaiz |

|                                                                                         |           |           |
| Ulianytskyi 7’ Varenytsya 18’ 31’ Moroz 9’ Koryenyev 10’ 20’ Pylypenko 13’ Bozhenko 22’ | Marcatori | 34’ Dicks |

| Arbitro: | Marcelo Bispo |

|                                        |           |                                                         |
| Seba 8’ 29’ Ricar 13’ Parrillo 24’ 32’ | Marcatori | 14’ Varenytsya 22’ Bozhenko 26’ Pylypenko 28’ Koryenyev |

| Arbitro: | Joao Almeida |

|                                                              |           |                              |
| Martin 1’ 28’ Chueco 1’ Parrillo 9’ Fabián 13’ Ricar 27’ 32’ | Marcatori | 1’ 32’ Francisco 23’ Mthembu |

#### Girone D

##### Classifica
| Squadra   | P.ti | G | V | V+ | P | GF | GS | DR  |
| --------- | ---- | - | - | -- | - | -- | -- | --- |
| Francia   | 6    | 2 | 2 | 0  | 0 | 13 | 3  | +10 |
| Argentina | 3    | 2 | 1 | 0  | 1 | 5  | 9  | -4  |
| Australia | 0    | 2 | 0 | 0  | 2 | 2  | 8  | -6  |

##### Risultati
| Arbitro: | Jose Luis Da Rosa |

|                                                     |           |                 |
| Cardoso 3’ 30’ Ottavy 11’ Sciortino 15’ Edouard 25’ | Marcatori | 16’ Karavatakis |

| Arbitro: | Alberto Moreira |

|                              |           |                 |
| F. Hilaire 7’ 28’ Acosta 14’ | Marcatori | 25’ Buonavoglia |

| Arbitro: | Joao Almeida |

|                                                                             |           |                             |
| Mendy 5’ Sciortino 6’ Sansoni 11’ Ottavy 12’ 32’ Samoun 17’ 29’ Cardoso 24’ | Marcatori | 24’ Petrasso 26’ E. Hilaire |

### Fase ad eliminazione diretta

#### Tabellone
|  | Quarti di finale        | Quarti di finale        |                         |         | Semifinali                | Semifinali                |  |  | Finale                  | Finale |
|  |                         |                         |                         |         |                           |                           |  |  |                         |        |
|  | 12 maggio - 16:00 UTC-3 |                         |                         |         |                           |                           |  |  |                         |        |
|  |                         |                         |                         |         |                           |                           |  |  |                         |        |
|  | Francia                 | 7                       |                         |         |                           |                           |  |  |                         |        |
|  | Francia                 | 7                       | 14 maggio - 11:00 UTC-3 |         |                           |                           |  |  |                         |        |
|  | Spagna                  | 4                       |                         |         |                           |                           |  |  |                         |        |
|  | Spagna                  | 4                       | Francia                 | 4       |                           |                           |  |  |                         |        |
|  | 12 maggio - 17:15 UTC-3 |                         | Francia                 | 4       |                           |                           |  |  |                         |        |
|  |                         | Giappone                | 1                       |         |                           |                           |  |  |                         |        |
|  | Uruguay                 | Giappone                | 1                       | 3       |                           |                           |  |  |                         |        |
|  | Uruguay                 |                         | 15 maggio - 11:30 UTC-3 | 3       |                           |                           |  |  |                         |        |
|  | Giappone                | 4                       |                         |         |                           |                           |  |  |                         |        |
|  | Giappone                | 4                       | Francia                 | 3 (1)   |                           |                           |  |  |                         |        |
|  | 12 maggio - 18:30 UTC-3 |                         | Francia                 | 3 (1)   |                           |                           |  |  |                         |        |
|  |                         | Portogallo              | 3 (0)                   |         |                           |                           |  |  |                         |        |
|  | Portogallo              | Portogallo              | 3 (0)                   | 5       |                           |                           |  |  |                         |        |
|  | Portogallo              | 14 maggio - 21:30 UTC-3 |                         | 5       |                           |                           |  |  |                         |        |
|  | Ucraina                 | 3                       |                         |         |                           |                           |  |  |                         |        |
|  | Ucraina                 | 3                       | Brasile                 | 6 (1)   | Finale per il terzo posto | Finale per il terzo posto |  |  |                         |        |
|  | 12 maggio - 19:45 UTC-3 |                         | Brasile                 | 6 (1)   | Finale per il terzo posto | Finale per il terzo posto |  |  |                         |        |
|  |                         | Portogallo              | 6 (2)                   |         |                           |                           |  |  |                         |        |
|  | Brasile                 | Portogallo              | 6 (2)                   | 9       | Giappone                  | 2                         |  |  |                         |        |
|  | Brasile                 |                         |                         | 9       | Giappone                  | 2                         |  |  |                         |        |
|  | Argentina               | 3                       |                         | Brasile | 11                        |                           |  |  |                         |        |
|  | Argentina               | 3                       |                         |         | 11                        |                           |  |  |                         |        |
|  |                         |                         |                         |         |                           |                           |  |  | 15 maggio - 21:00 UTC-3 |        |
|  |                         |                         |                         |         |                           |                           |  |  |                         |        |

#### Quarti di finale
| Arbitro: | Jose Luis Da Rosa |

|                                                                        |           |                            |
| Valeiro 5’ (aut.) Mendy 7’ 13’ Cardoso 19’ 36’ Edouard 22’ Cantona 28’ | Marcatori | 12’ 34’ David 24’ 36’ Nico |

| Arbitro: | Antonio Buaiz |

|                                           |           |                                     |
| Jonas 12’ Belchior 14’ 29’ Madjer 15’ 25’ | Marcatori | 8’ Bozhenko 25’ Pylypenko 36’ Moroz |

| Arbitro: | Christian Hauben |

|                           |           |                                          |
| Ricar 1’ 24’ Parrillo 17’ | Marcatori | 18’ 23’ Kawaharazuka 18’ Makino 20’ Toma |

| Arbitro: | Lakhdar Benchabane |

|                                                                              |           |                                         |
| Romário 1’ 30’ 33’ Jorginho 2’ Neném 7’ 22’ Juninho 8’ Benjamin 15’ Buru 35’ | Marcatori | 7’ S. Hilaire 32’ E. Hilaire 34’ Acosta |

#### Semifinali
| Arbitro: | Carlos Manuel Robles |

|                                          |                      |                                         |
| Benjamin 1’ 16’ Bruno 5’ 6’ 8’ Neném 22’ | Marcatori            | 1’ Alan 2’ 8’ 22’ 27’ Madjer 4’ Marinho |
| Bruno Jorginho                           | Tiri di rigore 1 – 2 | Alan Madjer                             |

| Arbitro: | Jose Luis Da Rosa |

|                                        |           |                  |
| Mendy 4’ 18’ Sciortino 32’ Cardoso 34’ | Marcatori | 35’ Kawaharazuka |

#### Finale 3º posto
| Arbitro: | Joao Martins Pinto Correia |

|                                 |           | |
| Kawaharazuka 3’ Wakabayashi 16’ | Marcatori | 7’ Junior Negão 8’ 19’ Buru 10’ Juninho 13’ 21’ Neném 17’ Benjamin 24’ 25’ 27’ Romário 33’ Jorginho |

#### Finale
| Arbitro: | Carlos Manuel Robles |

|                  |                      |                             |
| Mendy 3’ 17’ 29’ | Marcatori            | 24’ Madjer 34’ 35’ Belchior |
| Ottavy           | Tiri di rigore 1 – 0 | Alan                        |

## Statistiche

### Classifica marcatori
12 reti
- Madjer

9 reti
- Nenem

8 reti
- Anthony Mendy

6 reti
- Romário
- Benjamin
- Buru
- Jaïrzinho Cardoso

5 reti
- Nuno Belchior
- Ricar
- Alan

4 reti
- David
- Parrillo
- Juninho
- Takeshi Kawaharazuka

3 reti
- Yevgen Varenytsya
- Amarelle
- Dmytro Koryenyev
- Oleksandr Pylypenko
- Sergiy Bozhenko
- Noël Sciortino
- Junior Negão
- Thierry Ottavy

2 reti
- Bruno
- Ricardo Francisco
- Alberto Acosta
- Ezequiel Hilaire
- Federico Hilaire
- Martin
- Nico
- Sebastián Castro
- Viktor Moroz
- Jonas
- Didier Samoun
- Jean-Marc Edouard
- Jorginho
- Marinho
- Masahito Toma

Autoreti
- Valeiro (pro  Francia)

### Altri Premi
- Scarpa d'oro:  Madjer
  - Scarpa d'argento:  Nenem
  - Scarpa di bronzo:  Amarelle
- Pallone d'oro:  Madjer
  - Pallone d'argento:  Nenem
  - Pallone di bronzo:  Anthony Mendy
- Premio FIFA Fair Play:  Giappone